# Pravětice
Pravětice (německy Prawietitz) jsou malá vesnice, část obce Načeradec v okrese Benešov. Nachází se asi tři kilometry jihozápadně od Načeradce. Osadou protéká Pravětický potok, který je pravostranným přítokem řeky Blanice. Pravětice jsou také název katastrálního území o rozloze 4,34 km².

## Historie
První písemná zmínka o vesnici pochází z roku 1381.
V obci Pravětice (284 obyvatel) byly v roce 1932 evidovány tyto živnosti a obchody: hostinec. 2 mlýny, obchod se smíšeným zbožím, trafika.